# National Academy of Sciences India
Die National Academy of Sciences India (NASI) ist die älteste der drei nationalen Akademien der Wissenschaften in Indien. Sie hat ihren Hauptsitz in Prayagraj (ehem. Allahabad) im Bundesstaat Uttar Pradesh. Wie bei der Indian Academy of Sciences (IAS) und der Indian National Science Academy (INSA) gehört die Förderung wissenschaftlicher Erkenntnisse und ihre Anwendung auf das Gemeinwohl zu ihren grundlegenden Aufgaben.

## Ziele der NASI
Als übergeordnete Zielrichtung verfolgt die NASI die Pflege und Förderung von Wissenschaft und Technik durch Förderung der Forschung. Sie organisiert Tagungen und Arbeitskreise, in denen wissenschaftliche und technische Problemstellungen diskutiert werden und regt durch Ausschüsse und Gremien die Durchführung von Arbeiten an.
Auf nationaler und internationaler Ebene pflegt sie einen Austausch mit anderen Organisationen, die ähnliche Ziele verfolgen. Dazu werden von der Akademie Vertreter benannt und in nationale und internationale Gremien entsandt.
Die NASI gründet in den Brennpunkten wissenschaftlicher und technischer Forschung Chapters – das ist eine Regionalbüro-ähnliche Struktur zur Vernetzung ihrer Fellows und Mitglieder und soll der Schaffung einer angemessenen Wirkung der Akademie in ganz Indien dienen.
Sie gibt drei Periodika heraus, die ein wesentliches Veröffentlichungsmedium ihrer Fellows und Mitglieder sind. Darüber hinaus unterhält sie eine wissenschaftliche Bibliothek.

## Finanzierung
Finanziell wird die Akademie vom Ministerium für Wissenschaft und Technologie der indischen Regierung unterstützt. Sie verfügt über Mittel aus Stiftungen und erhält projektbezogene Zuwendungen von Firmen.

## Mitgliederzahl und Regionalbüros
Die Akademie hat 1944 Mitglieder und 1959 Fellows aus allen Teilen des Landes, darunter 15 Honorary Fellows und 113 Foreign Fellows aus verschiedenen wissenschaftlichen und technologischen Bereichen.
Im Jahr 2023 hatte die NASI 22 Ortsgruppen (Chapters) in Städten und Regionen, in denen sie über Fellows an Universitäten und anderen Forschungseinrichtungen verfügt. Die Chapters befinden sich in Ahmedabad, Bangalore, Bhopal, Chandigarh, Chennai, Delhi, Hyderabad, Jaipur, Jammu (einschließlich Jammu und Kashmir), Jharkhand, Kerala, Kharagpur, Kolkata, Lucknow, Mumbai, Nagpur, der Nord-Ost-Region, Odisha, Patna, Pune, Uttarakhand und Varanasi.

## Publikationen
Die NASI gibt seit 1978 die zweimonatlich erscheinenden National Academy Science Letters heraus, seit 2012 ist der Herausgeber der Springer-Verlag Indien. Seitdem ist auch eine online-Version erhältlich.
Ab 1936 gab sie das Wissenschaftsjournal Proceedings of the National Academy of Sciences, India heraus, das seit 1940 in die beiden Journale Proceedings of the National Academy of Sciences, India, Section A: Physical Sciences und Proceedings of the National Academy of Sciences, India, Section B: Biological Sciences aufgeteilt ist. Die beiden Journale werden ebenfalls seit 2012 vom Springer-Verlag Indien herausgegeben und verfügen über eine online-Ausgabe.

## Kooperationen
In verschiedenen Projekten kooperiert die NASI auf nationaler Ebene vor allem mit den beiden anderen Wissenschaftsakademien, der Indian Academy of Sciences (IAS) und der Indian National Academy of Science (INSA).

## Gründung und Name
Die NASI wurde 1930 im damaligen Britisch-Indien als „Academy of Sciences of the United Provinces of Agra and Oudh“ gegründet. Die Gründer waren Meghnad Saha, K.N. Bahl, D.R. Bhattacharya, P.C. MacMohan, A.C. Banerji, Ch. Wali Mohammad und N.R. Dhar. Meghnad Saha war auch der erste Präsident der Wissenschaftsakademie. 1936 wurde sie in National Academy of Sciences India umbenannt.

## Auszeichnungen (Auswahl)
Verschiedentlich wurden Fellows und Mitglieder der NASI mit hohen nationalen Auszeichnungen Indiens geehrt:
Mit dem Padma Bhushan:
- Vijay P. Bhatkar – Wissenschaft und Technik – Maharashtra
- Kharag Singh Valdiya – Wissenschaft und Technik – Karnataka
- Manjul Bhargava – Wissenschaft und Technik – USA

Mit dem Padma Shri:
- Nikhil Tandon – Medizin – Delhi

Die Akademie selbst vergibt im Turnus mehrere Auszeichnungen an Fellows und Mitglieder, die zumeist nach verdienten Akademiepersonen benannt sind.